# Goddard (Kansas)
Goddard – miasto w Stanach Zjednoczonych, w stanie Kansas, w hrabstwie Sedgwick.